# Фрегаты типа «Констеллейшн»
Фрегаты типа «Констеллейшн» (Constellation, ранее FFG(X)) —  тип многоцелевых фрегатов с управляемым ракетным оружием, которые разрабатываются для ВМС США в качестве дополнения к литторальным боевым кораблям.

FFG (X) был объявлен в информационном запросе Министерства обороны США 10 июля 2017 года.
Для участие в конкурсе по созданию перспективного фрегата ВМС США выбрали пять кораблестроительных компаний, предварительный состав серии оценивался в двадцать кораблей. 
30 апреля 2020 года было объявлено, что контракт выиграла Fincantieri Marinette Marine.

## Разработка
Намерение ВМС США разместить заказ на первый FFG(X) в 2020 году не оставляет достаточного времени для разработки корабля совершенно новой конструкции. Таким образом, ВМФ предполагал, что его конструкция будет модифицированной версией уже существующего проекта:8. В RFI говорится: «Предполагается, что в конкурсе на FFG(X) будут рассмотрены существующие проекты для малых надводных боевых единиц, которые могут быть модифицированы в соответствии с конкретными требованиями к характеристикам, установленными ВМС США».
ВМС США намерены заказать фрегат, который сможет действовать в составе авианосных групп и иметь средства обнаружения, объединенные в сеть с остальным флотом, чтобы расширить общую тактическую картину, доступную группе. «FFG (X) должны входить в состав ударных групп и групп поддержки наземных сил во главе с большими надводными кораблями, но также должен обладать способностью проведения независимых операций, будучи подключенными и участвуя в тактической сети флота».
Согласно требованиям ВМС США корабль должен:
- Уничтожать надводные корабли противника на загоризонтной дальности;
- Обнаруживать подводные лодки противника;
- Защищать эскортируемые корабли;
- Применять активные и пассивные системы радиоэлектронного противодействия;
- Защищаться от атак малых надводных кораблей[2].

Военно-морской флот хочет разместить заказ на первый FFG(X) в 2020 финансовом году, следующие 18 кораблей по два корабля в год — в  2021–2029 финансовых годах и 20-й в 2030 финансовом году. Предлагаемый бюджет ВМФ на 2020 финансовый год выделяет на закупку первого FFG (X) 1281 млн долларов. Последующие корабли этого типа по оценке ВМФ будут стоить примерно 900 млн долларов каждый в ценах текущего года.

### Претенденты
Предложения по концептуальному проекту FFG(X) ВМС США представили шесть судостроителей. 16 февраля 2018 года ВМС США объявили, что из этих предложений они выбрали пять и предоставили каждому участнику контракты объёмом 15 млн долларов на разработку концептуальных проектов FFG(X). Этими судостроителями были Austal USA, Fincantieri Marine Group, General Dynamics, Huntington Ingalls Industries и Lockheed Martin. Компания Atlas North America представила проект на основе MEKO A-200, но не прошла конкурс. Конструкции кораблей  пяти участников были оценены ВМС США, на основе проектов были сформулированы спецификации для запросов на предложения для FFG(X) 2019 года и присуждения контракта в 2020 году.
28 мая 2019 года Lockheed Martin снялась с конкурса.
| Генеральный подрядчик         | Верфь                | Проект                                                                                |
| ----------------------------- | -------------------- | ------------------------------------------------------------------------------------- |
| Austal США                    | Austal США           | Фрегат Austal на базе литорального корабля Independence                               |
| General Dynamics              | Bath Iron Works      | Фрегат на базе Navantia Álvaro de Bazán F100                                          |
| Huntington Ingalls Industries | Infalls Shipbuilding | Фрегат на базе патрульного корабля типа «Legend»                                      |
| Lockheed Martin               | Marinette Marine     | Фрегат Lockheed на базе литорального корабля Freedom                                  |
| Fincantieri                   | Marinette Marine     | Фрегат на базе Bergamini итальянско-французской программы многоцелевых фрегатов FREMM |

### Заключение контракта
30 апреля 2020 года было объявлено, что многоцелевой фрегат FREMM Fincantieri Marinette Marine выиграл конкурс и получил контракт на 795 млн долларов на детальное проектирование и строительство головного корабля с опцией на девять дополнительных кораблей.

### Именование
8 апреля 2020 года стало известно, что исполняющий обязанности министра ВМФ Томас Модли предложил четыре названия для новых фрегатов. Он выразил желание, чтобы первый корабль был назван Agility, и это же имя унаследовал весь тип кораблей. Были предложены другие имена: Intrepid, Endeavour и Dauntless. Однако руководители ВМС заявили, что предложенные Модли имена не будут приняты. В июле 2020 года The Drive сообщила, что головной корабль будет называться USS Brooke (FFG-80). Позже ВМС США пояснили через Twitter, что сообщения о повторном использовании названия USS Brooke для нового военного корабля были ошибочными. 7 октября 2020 года министр ВМС Кеннет Брейтуэйт объявил, что первый фрегат FFG(X) будет называться USS Constellation (FFG-62). 2 декабря 2020 года Брейтуэйт объявил, что второй корабль этого класса будет называться USS Congress (FFG-63).
15 января 2021 года он же объявил, что третий корабль серии получит название USS Chesapeake (FFG-64). Таким образом, все три корабля получили названия в честь одного из первой шестёрки парусных фрегатов американского флота .

## Конструкция
Намерение ВМС США разместить заказ на первый FFG(X) в 2020 году не оставляло достаточного времени для разработки корабля совершенно новой конструкции. Таким образом, ВМФ предполагал, что его конструкция будет модифицированной версией уже существующего проекта.
В январе 2019 года ВМС США объявили, что новый фрегат будет иметь на борту не менее 32 ячеек системы вертикального пуска Mk 41, предназначенных в первую очередь для ракет ПВО самообороны и ПВО корабельной группы.
Корабль будет оснащен облегченной версией РЛС противовоздушной и противоракетной обороны AN/SPY-6, которая в полном объеме устанавливается в настоящее время на эсминцах УРО «Arleigh Burke» Flight III.
В качестве боевой информационно-управляющей системы на перспективном фрегате предполагается размещение варианта «Иджиса» — AEGIS Baseline 10.
Также фрегат получит усовершенствованную систему радиоэлектронной борьбы типа AN/SLQ-32, многофункциональный гидролокатор с буксируемой антенной решеткой.
Перспективный корабль будет вооружен 32 унифицированными корабельными установками вертикального пуска для разнообразных управляемых ракет (возможно применение RIM-162 ESSM Block 2 и/или ЗУР большой дальности RIM-67 (SM-2), RIM-156A/B (SM-2ER Block IV), RIM-174 ERAM (SM-6).
Помимо этого, новый фрегат, как предполагается, получит восемь пусковых установок так называемых загоризонтных противокорабельных крылатых ракет. Что это может быть, еще не вполне ясно. Скорее всего, или Harpoon Block II/Block II+, или Naval Strike Missile, или же LRASM от Lockheed Martin .
Будет иметь систему противоторпедной защиты надводных кораблей типа NIXIE AN/SLQ-25E,
Артиллерия корабля будет представлена 57-мм артиллерийской установкой Mk110 (предположительно, в боекомплект будут включены новые недорогие так называемые умные боеприпасы — выстрелы с управляемыми осколочно-фугасными боевыми частями).

## Галерея
- LCS «Independence»
- «Álvaro de Bazán»
- National Security Cutter
- LCS «Freedom»
- Итальянский вариант фрегата класса FREMM

## Состав серии
Церемония первой резки стали для головного корабля прошла 31 августа 2022 года на верфи Marinette (шт. Висконсин), которая принадлежит Fincantieri Marinette Marine, дочерней компании Fincantieri Marine Group. За предыдущие два года после подписания контракта Fincantieri Мarine вложила в модернизацию верфи более $300 млн. Предполагается, что темп строительства составит 2 корабля в год при полном объёме строительства как минимум 20 единиц.
| Название        | Номер  | Верфь                        | Заложен | Спущен | В строю | Статус                                        |
| --------------- | ------ | ---------------------------- | ------- | ------ | ------- | --------------------------------------------- |
| «Constellation» | FFG-62 | Fincantieri Marinette Marine |         |        | ~2026   | Заказан, 31.08.2022 прошла первая резка стали |
| «Congress»      | FFG-63 | Fincantieri Marinette Marine |         |        |         | Заказан                                       |
| «Chesapeake»    | FFG-64 | Fincantieri Marinette Marine |         |        |         | Заказан                                       |